# Gheorghe Lemeni
Gheoghe Lemeni (1813-1848) fue un pintor rumano.

## Biografía
Si bien Rosetti considera desconocidas sus fechas de nacimiento y defunción, otra fuentes indican 1813 y 1848, al parecer esta última el día 12 de julio, en Suceava. Vivió en Iaşi y fue enviado con una beca estatal de 1838 a 1846 para estudiar pintura en Múnich y Roma. Regresó a Rumania en 1847. Sus principales cuadros fueron un Arcángel Miguel venciendo a Satán y numerosos retratos de los boyardos de aquella época.